# Capitan Carota
Capitan Carota (Captain Carrot) è un personaggio immaginario dei fumetti pubblicati negli Stati Uniti d'America dalla DC Comics; creato da Roy Thomas e Scott Shaw ed esordito nella serie a fumetti The New Teen Titans (vol. 1) n. 16 (febbraio 1982); è un coniglio antropomorfo con poteri da supereroe.

## Storia editoriale
Dopo l'esordio nella serie Teen Titans n. 16, il personaggio e la sua squadra comparvero nella loro serie loro dedicata, Captain Carrot and His Amazing Zoo Crew!, pubblicata per venti numeri scritti da Roy Thomas e disegnati da Scott Shaw e Stan Goldberg. La serie venne chiusa con l'intenzione di far tornare il personaggio in alcune miniserie ma ne venne realizzata solo una, in tre numeri, Oz/Wonderland War nella quale i personaggi si ritrovano in una guerra con i mondi creati da L. Frank Baum e da Lewis Carroll.
Il personaggio insieme ai suoi comprimari ritornarono in una miniserie intitolata Captain Carrot and the Final Ark! (ottobre-dicembre 2007) scritta da Bill Morrison e disegnata da Scott Shaw.

## Biografia del personaggio
Capitan Carrot è un supereroe proveniente da Terra-C, una versione alternativa della Terra abitata da animali senzienti, che poi divenne la Terra-26 nel nuovo multiverso della DC. Inizialmente il personaggio si chiamava Roger Rabbit che poi venne modificato in Rodney Rabbit per evitare problemi legali con l'omonimo personaggio di Roger Rabbit e il nome completo divenne Roger Rodney Rabbit.
Nel suo mondo parallelo il personaggio di Rodney, alter ego di Capitan Carota, lavora per la DC Comics come autore di fumetti.
Quando la Terra-C divenne invivibile un transatlantico pieno di rifugiati in fuga dal pianeta venne accidentalmente inviato sulla Terra dove i passeggeri, inclusi il Capitano e la sua squadra, furono tramutati in animali non antropomorfici. La supereroina della Magia, Zatanna, inconsapevole della vera natura degli animali, fece di Rodney il coniglio per i suoi spettacoli di illusionismo.
Successivamente, nella battaglia in Crisi finale n. 7, Capitan Carota partecipò, e la sua umanità e i suoi poteri furono ricostituiti dal rinnegato Monitor Nix Uotan.
L'immaginario di Carrot e di molti dei suoi alleati sono riportati in vita quando un tredicenne confuso riceve un potere quasi illimitato nella trama di "Young Justice: World Without Grownups".

## Poteri e abilità
- Quando mangia la sua "carota cosmica", Rodney viene investito di vari super poteri, inclusi una limitata invulnerabilità, super forza, un'accresciuta velocità, resistenza, super udito, super visione, e l'abilità di effettuare dei balzi di incredibile lunghezza. Successivamente, nella serie, Capitan Carota riuscì ad ottenere la piena capacità di volare.
- I poteri di Rodney sono i soli, all'interno della sua Squadra, che non sono permanenti; dopo 24 ore o un periodo di sforzo estremo, i poteri di Capitan Carota svaniscono, e Rodney ritorna al suo stato normale. Per via di ciò, Rodney possiede una coltivazione di carote che gli permette una fornitura di poteri sempre pronti, in più porta sempre con sé due carote nella fondina della cintura del suo costume, così da ricaricarsi quando fosse necessario.